# Зарічне (Владимирська область)
Зарічне (рос. Заречное) — село у Собінському районі Владимирської області Російської Федерації.
Входить до складу муніципального утворення Копнинське сільське поселення. Населення становить 1165 осіб (2010).

## Історія
Село розташоване на землях фіно-угорського народу мещери.
Від 10 травня 1929 року належить до Собінського району, утвореного спочатку у складі Владимирського округу Івановської промислової області з частини Владимирського повіту Владимирської губернії. Від 1944 року в складі Владимирської області.
Згідно із законом від 6 травня 2005 року входить до складу муніципального утворення Копнинське сільське поселення.

## Населення
| 1859 | 1897 | 1905 | 1926 | 2002  | 2010  |
| ---- | ---- | ---- | ---- | ----- | ----- |
| 548  | ↘523 | ↗726 | ↘553 | ↗1309 | ↘1165 |